# Minas de pasión
Minas de pasión es una telenovela mexicana producida por Pedro Ortiz de Pinedo para TelevisaUnivision, en el 2023. La telenovela está basada en la telenovela estadounidense de 2013 La Patrona, a la vez es una adaptación de la telenovela venezolana de 1984 La dueña. Se estrenó a través de Las Estrellas el 21 de agosto de 2023 en sustitución de la sexta temporada de Esta historia me suena, y finalizó el 14 de enero de 2024 siendo reemplazado por Tu vida es mi vida.
Está protagonizada por Livia Brito, Osvaldo de León, junto con Anette Michel como la villana principal y Alejandro Camacho en un rol de soporte.

## Trama
Emilia Sánchez (Livia Brito), una desinhibida madre soltera que trabaja en una mina, conoce a Leonardo Santamaría (Osvaldo de León), el hijo de Roberta Castro (Anette Michel), la mujer más poderosa del pueblo. Emilia y Leonardo se enamoran, lo que enfurece a Roberta. Roberta hace todo lo posible para vengarse e impedir que su amor se consuma.

## Reparto
Una lista del reparto confirmado se publicó el 12 de mayo de 2023, a través de la página web de People en Español.
- Livia Brito como Emilia Sánchez
- Osvaldo de León como Leonardo Santamaría Castro
- Anette Michel como Roberta Castro
- Alejandro Camacho como Julián Sánchez «El Tigre»
- Cynthia Klitbo como Zaira Pérez
- Karyme Lozano como Aleida Cervantes
- Sylvia Sáenz como Sara Quintana Gómez
- Rodrigo Murray como Adalberto Quintana
- Carlos Gatica como Sebastián Martínez
- Rodrigo Brand como Danilo Betancourt
- Omar Germenos como Fidel Roldán de la Fuente
- Mayra Rojas como Joaquina Castro
- Alma Cero como Gilberta «Gigi» Gómez
- Lizy Martínez como Jennifer Quintana Gómez
- Moisés Peñaloza como Orlando Roldán Cervantes
- Adolfo de la Fuente como Mauricio Santamaría Castro
- Michelle Orozco como Miriam «Mimi» García
- Melissa Lee como Fátima
- Arturo Posada como el comandante Ezequiel
- Raúl Orvañanos como Patricio Lazcano
- Priscila Solorio como Flor
- Iker García como Nicolás Sánchez Guzmán
  - Andrés Ruanova interpretó a Nicolás de niño
- Edward Castillo como Gael Sánchez Pérez
  - Lukas Urkijo interpretó a Gael adolescente
- Valeria Burgos como María José «Marijo» Villamizar
  - Arianna Valh interpretó a Marijo adolescente
- César Évora como Ignacio Villamizar Lara

## Episodios
| N.º    | Título                                                                           | Fecha de emisión original | Audiencia (millones) |
| ------ | -------------------------------------------------------------------------------- | ------------------------- | -------------------- |
| 1      | «¡Váyase al demonio!»                                                            | 21 de agosto de 2023      | 2.4                  |
| 2      | «La cueva del diablo»                                                            | 22 de agosto de 2023      | 2.3                  |
| 3      | «Yo nunca te haría daño»                                                         | 23 de agosto de 2023      | 2.4                  |
| 4      | «Juntos para toda la eternidad»                                                  | 24 de agosto de 2023      | 2.2                  |
| 5      | «Siempre voy a estar ligado a ti»                                                | 25 de agosto de 2023      | 2.3                  |
| 6      | «Vamos a hacer justicia»                                                         | 28 de agosto de 2023      | 2.6                  |
| 7      | «Heredo mis bienes en partes iguales»                                            | 29 de agosto de 2023      | 2.1                  |
| 8      | «Estamos enlazados para siempre»                                                 | 30 de agosto de 2023      | 1.9                  |
| 9      | «Cásate conmigo»                                                                 | 31 de agosto de 2023      | 2.3                  |
| 10     | «Jugar al gato y al ratón»                                                       | 1 de septiembre de 2023   | 1.8                  |
| 11     | «Nos tiene en la mira»                                                           | 4 de septiembre de 2023   | 2.1                  |
| 12     | «No puedo dejar de pensar en ti»                                                 | 5 de septiembre de 2023   | 2.3                  |
| 13     | «Quiero cambiar el testamento»                                                   | 6 de septiembre de 2023   | 2.2                  |
| 14     | «¿Quieres ser mi novia?»                                                         | 7 de septiembre de 2023   | 2.0                  |
| 15     | «Ese hombre me destruyó la vida»                                                 | 8 de septiembre de 2023   | 2.1                  |
| 16     | «¡Somos novios!»                                                                 | 11 de septiembre de 2023  | 2.3                  |
| 17     | «¡Emilia fue mía!»                                                               | 12 de septiembre de 2023  | 2.2                  |
| 18     | «Me quiero morir»                                                                | 13 de septiembre de 2023  | 1.9                  |
| 19     | «Voy a estar en deuda contigo»                                                   | 14 de septiembre de 2023  | 2.2                  |
| 20     | «Justicia divina»                                                                | 15 de septiembre de 2023  | 1.6                  |
| 21     | «¡Nico es mi hijo!»                                                              | 18 de septiembre de 2023  | 2.0                  |
| 22     | «Me destrozaste la vida»                                                         | 19 de septiembre de 2023  | 2.2                  |
| 23     | «Estoy cansada de llorar»                                                        | 20 de septiembre de 2023  | 2.1                  |
| 24     | «Al infierno vas a ir a dar»                                                     | 21 de septiembre de 2023  | 2.0                  |
| 25     | «¿Te quieres casar conmigo?»                                                     | 22 de septiembre de 2023  | 2.0                  |
| 26     | «Un as bajo la manga»                                                            | 25 de septiembre de 2023  | 2.1                  |
| 27     | «El mundo es de los fuertes»                                                     | 26 de septiembre de 2023  | 2.2                  |
| 28     | «¡Mauricio está muerto!»                                                         | 27 de septiembre de 2023  | 2.3                  |
| 29     | «¡Me quieren matar!»                                                             | 28 de septiembre de 2023  | 2.1                  |
| 30     | «Denuncia por homicidio»                                                         | 29 de septiembre de 2023  | 2.0                  |
| 31     | «¡Asesina!»                                                                      | 2 de octubre de 2023      | 2.2                  |
| 32     | «Bienvenida al infierno»                                                         | 3 de octubre de 2023      | 2.1                  |
| 33     | «Muerta en vida»                                                                 | 4 de octubre de 2023      | 2.1                  |
| 34     | «Me estoy volviendo loca»                                                        | 5 de octubre de 2023      | 2.4                  |
| 35     | «¡Sin mi hijo no me voy!»                                                        | 6 de octubre de 2023      | 2.5                  |
| 36     | «Dame fuerzas para soportar este infierno»                                       | 9 de octubre de 2023      | 2.4                  |
| 37     | «Te vas a quemar en el infierno»                                                 | 10 de octubre de 2023     | 2.6                  |
| 38     | «¡Emilia está muerta!»                                                           | 11 de octubre de 2023     | 2.2                  |
| 39     | «Ave Fénix»                                                                      | 12 de octubre de 2023     | 2.6                  |
| 40     | «¡Estoy embarazada!»                                                             | 13 de octubre de 2023     | 2.3                  |
| 41     | «Confronta tu nuevo destino»                                                     | 16 de octubre de 2023     | 2.5                  |
| 42     | «Tiene que morir para renacer»                                                   | 17 de octubre de 2023     | 2.4                  |
| 43     | «Me voy derrotada»                                                               | 18 de octubre de 2023     | 2.4                  |
| 44     | «Adiós Emilia Sánchez»                                                           | 19 de octubre de 2023     | 2.4                  |
| 45     | «Una nueva identidad»                                                            | 20 de octubre de 2023     | 2.4                  |
| 46     | «Los declaro marido y mujer»                                                     | 23 de octubre de 2023     | 2.6                  |
| 47     | «Hoy nace Victoria Alcázar»                                                      | 24 de octubre de 2023     | 2.8                  |
| 48     | «Al borde de la quiebra»                                                         | 25 de octubre de 2023     | 2.6                  |
| 49     | «Los muertos no demandan»                                                        | 26 de octubre de 2023     | 2.7                  |
| 50     | «No dar tregua»                                                                  | 27 de octubre de 2023     | 2.5                  |
| 51     | «Ponerse en peligro»                                                             | 30 de octubre de 2023     | 2.4                  |
| 52     | «Por fin frente a frente»                                                        | 31 de octubre de 2023     | 2.3                  |
| 53     | «Es imposible no enamorarme de ti»                                               | 1 de noviembre de 2023    | 2.3                  |
| 54     | «Los negocios no se mezclan con el placer»                                       | 2 de noviembre de 2023    | 2.2                  |
| 55     | «Me recuerda a Emilia»                                                           | 3 de noviembre de 2023    | 2.4                  |
| 56     | «Cuide a su esposo»                                                              | 6 de noviembre de 2023    | 2.4                  |
| 57     | «O comes o te comen»                                                             | 7 de noviembre de 2023    | 2.7                  |
| 58     | «Quiero que Leonardo se enamore de mí»                                           | 8 de noviembre de 2023    | 2.4                  |
| 59     | «Me gustaría que fuéramos socias, Victoria»                                      | 9 de noviembre de 2023    | 2.2                  |
| 60     | «Victoria y Roberta se asocian»                                                  | 10 de noviembre de 2023   | 2.4                  |
| 61     | «Emilia sigue aquí»                                                              | 13 de noviembre de 2023   | 2.6                  |
| 62     | «Quiero ser tu amigo, Victoria»                                                  | 14 de noviembre de 2023   | 2.4                  |
| 63     | «Sí, soy Emilia»                                                                 | 15 de noviembre de 2023   | 2.6                  |
| 64     | «Victoria se provoca un accidente para culpar a Roberta»                         | 16 de noviembre de 2023   | 2.5                  |
| 65     | «Yo voy a encontrar a Nicolás»                                                   | 17 de noviembre de 2023   | 2.4                  |
| 66     | «Siempre te voy a cuidar Nico»                                                   | 20 de noviembre de 2023   | 2.4                  |
| 67     | «Victoria es como yo»                                                            | 21 de noviembre de 2023   | 2.6                  |
| 68     | «No me dejes, Leonardo»                                                          | 22 de noviembre de 2023   | 2.7                  |
| 69     | «Una noche de Victoria»                                                          | 23 de noviembre de 2023   | 2.4                  |
| 70     | «Tú me reviviste Victoria»                                                       | 24 de noviembre de 2023   | 2.3                  |
| 71     | «Yo sé quién es Victoria»                                                        | 27 de noviembre de 2023   | 2.3                  |
| 72     | «¿Por qué no me dice que es Emilia?»                                             | 28 de noviembre de 2023   | 2.4                  |
| 73     | «Te odio, Victoria»                                                              | 29 de noviembre de 2023   | 2.3                  |
| 74     | «Lo nuestro es imposible, Leonardo»                                              | 30 de noviembre de 2023   | 2.2                  |
| 75     | «Todo le sale mal a Victoria»                                                    | 1 de diciembre de 2023    | 2.4                  |
| 76     | «Un jaque mate para Victoria»                                                    | 4 de diciembre de 2023    | 2.1                  |
| 77     | «Victoria tiene una relación conmigo»                                            | 5 de diciembre de 2023    | 2.3                  |
| 78     | «Quiero corresponderte, Sebastián»                                               | 6 de diciembre de 2023    | 2.6                  |
| 79     | «Te amo Victoria»                                                                | 7 de diciembre de 2023    | 2.2                  |
| 80     | «Victoria y Emilia son tan parecidas»                                            | 8 de diciembre de 2023    | 2.3                  |
| 81     | «Todos sabrán que Emilia Sánchez está viva»                                      | 11 de diciembre de 2023   | 2.2                  |
| 82     | «Tenemos que deshacernos de Victoria»                                            | 12 de diciembre de 2023   | 2.3                  |
| 83     | «Todo lo que has hecho es un crimen, Roberta»                                    | 13 de diciembre de 2023   | 2.3                  |
| 84     | «No te vas a llevar a Nico»                                                      | 14 de diciembre de 2023   | 2.4                  |
| 85     | «Quiero que hagas el amor conmigo, Emilia»                                       | 15 de diciembre de 2023   | 2.2                  |
| 86     | «¡Sara está muerta!»                                                             | 18 de diciembre de 2023   | 2.4                  |
| 87     | «Victoria y Emilia son la misma»                                                 | 19 de diciembre de 2023   | —                    |
| 88     | «Nunca te he querido, Leonardo»                                                  | 20 de diciembre de 2023   | —                    |
| 89     | «Te vas a la cárcel conmigo, Roberta»                                            | 21 de diciembre de 2023   | —                    |
| 90     | «Aquí está tu Emilia, papá»                                                      | 22 de diciembre de 2023   | —                    |
| 91     | «Vamos a detener a Roberta»                                                      | 25 de diciembre de 2023   | —                    |
| 92     | «Soy tu incondicional, Victoria»                                                 | 26 de diciembre de 2023   | —                    |
| 93     | «Confiesa tu mentira, Sara»                                                      | 27 de diciembre de 2023   | —                    |
| 94     | «Sé que tú eres Emilia Sánchez»                                                  | 28 de diciembre de 2023   | —                    |
| 95     | «Soy tu peor pesadilla, Roberta»                                                 | 29 de diciembre de 2023   | —                    |
| 96     | «Leonardo es mi hijo»                                                            | 1 de enero de 2024        | —                    |
| 97     | «Joaquina es tu madre»                                                           | 2 de enero de 2024        | —                    |
| 98     | «Yo sé que tú eres Emilia»                                                       | 3 de enero de 2024        | 2.4                  |
| 99     | «Emilia ya no existe»                                                            | 4 de enero de 2024        | 2.4                  |
| 100    | «Nuestra familia, nuestra Emilia»                                                | 5 de enero de 2024        | 2.7                  |
| 101    | «Emilia está armada y es peligrosa»                                              | 8 de enero de 2024        | 2.8                  |
| 102    | «Vas a acabar muerta, Sara»                                                      | 9 de enero de 2024        | 3.0                  |
| 103    | «Roberta Castro queda arrestada»                                                 | 10 de enero de 2024       | 3.0                  |
| 104    | «No hay nada bueno en Roberta Castro»                                            | 11 de enero de 2024       | 3.3                  |
| 105    | «Al final gana Roberta Castro»                                                   | 12 de enero de 2024       | 2.7                  |
| 106107 | «Es demasiado tarde para Roberta Castro»«Emilia y Leonardo, juntos para siempre» | 14 de enero de 2024       | 3.2                  |

Nota
1. ↑  Este episodio se pre-estrenó el 18 de agosto de 2023 a través de Vix, la página, app y redes sociales oficiales —incluido el canal de Youtube y cuenta oficial de Facebook— de Las Estrellas.[8]

## Producción

### Desarrollo
En marzo de 2023, se informó que TelevisaUnivision estaría desarrollando una versión de la telenovela estadounidense de 2013 La Patrona, con Pedro Ortiz de Pinedo como productor ejecutivo a cargo. El 11 de mayo de 2023, de Pinedo anunció que Minas de pasión sería el título oficial de la telenovela. El 16 de mayo de 2023, la telenovela fue presentada durante el up-front de TelevisaUnivision para la temporada en televisión 2023-24. El rodaje de la telenovela comenzó el 25 de mayo de 2023.

### Selección de reparto
El 24 de marzo de 2023 se anunció a Osvaldo de León en como el rol masculino estelar. El 14 de abril de 2023 se incorporó al elenco Alejandro Camacho en el papel de El Tigre. El 12 de mayo de 2023, se anunció que Livia Brito encabezará el rol protagónico junto a de León y se publicó una extensa lista del reparto confirmado. Originalmente, Ariadne Díaz fue considerada para el personaje protagónico, sin embargo, rechazó el papel por motivos personales.

## Audiencias
| Temporada | Horario (CT)                                                             | Episodios | Primera emisión      | Primera emisión      | Última emisión      | Última emisión       | Prom. de espectadores (millones) |
| Temporada | Horario (CT)                                                             | Episodios | Fecha                | Audiencia (millones) | Fecha               | Audiencia (millones) | Prom. de espectadores (millones) |
| --------- | ------------------------------------------------------------------------ | --------- | -------------------- | -------------------- | ------------------- | -------------------- | -------------------------------- |
| 1         | Lunes a viernes 18:30 - 19:30 h. Domingo 20:30 - 23:00 h. (eps. 106-107) | 107       | 21 de agosto de 2023 | 2.4                  | 14 de enero de 2024 | 3.2                  | 2.4                              |